# Líský
Líský (deutsch Haselwald, früher auch Liskai) ist eine Gemeinde in Tschechien. Sie liegt elf Kilometer westlich von Slaný und gehört zum Okres Kladno.

## Geographie
Líský befindet sich auf östlichen Rande des Waldgebietes Týnecký les auf einem Höhenzug zwischen den Tälern des Zlonický potok und Bukovský potok. Nördlich erhebt sich der Háje (389 m).
Nachbarorte sind Bílichov und Zichovec im Norden, Hořešovičky und Hořešovice im Nordosten, Plchov im Osten, Pozdeň im Südosten, Hřešice im Süden, Srbeč und Milý im Südwesten sowie Bor im Westen.

## Geschichte
Die erste urkundliche Erwähnung des Dorfes erfolgte im Jahre 1616.
Nach der Aufhebung der Patrimonialherrschaften bildete Líský ab 1848 einen Ortsteil der Gemeinde Hřešice im Bezirk Slaný. 1890 erlangt der Ort seine Eigenständigkeit. Seit 1961 gehört Líský zum Okres Kladno. Im Jahre 1980 wurde das Dorf nach Pozdeň eingemeindet. Seit 1990 besteht die Gemeinde Líský wieder.

## Gemeindegliederung
Für die Gemeinde Líský sind keine Ortsteile ausgewiesen.

## Sehenswürdigkeiten
- Kapelle